# Edwardsiana dorsti
Edwardsiana dorsti är en insektsart som först beskrevs av Ossiannilsson 1936.  Edwardsiana dorsti ingår i släktet Edwardsiana och familjen dvärgstritar. Inga underarter finns listade i Catalogue of Life.